# Підгорне (Ленінськ-Кузнецький округ)
Підго́рне (рос. Подгорное) — село у складі Ленінськ-Кузнецького округу Кемеровської області, Росія.

## Населення
Населення — 801 особа (2010; 936 у 2002).
Національний склад (станом на 2002 рік):
- росіяни — 96 %